# Trichocentrum fuscum
Trichocentrum fuscum (возможное русское название: Трихоцентрум бурый) — многолетнее эпифитное травянистое растение из семейства Орхидные.
Вид не имеет устоявшегося русского названия, в русскоязычных источниках обычно используется устаревшее научное название Trichocentrum fuscum.

## Этимология
Вид описан в 1837 году Джоном Линдли.
Родовое название происходит от греч. tricho (волос) и kentron (шпора), что указывает на тонкий шпорец, свойственный большинству представителей рода.
Видовое название переводится с лат. как "бурый".

## Биологическое описание
Миниатюрные растения. Побег симподиального типа. 

Псевдобульбы практически незаметные.

Листья удлиненно-ланцетные, толстые, кожистые.

Цветонос короче листьев.

Цветки с тонким дневным ароматом, около 3,1 см в диаметре.

## Распространение, экологические особенности
Французская Гвиана, Суринам, Венесуэла, Чили, Эквадор, Боливия и Бразилия. 
Эпифит. 
 Жаркие влажные равнинные и горные (до 850 метров над уровнем моря) леса.  Цветение — в конце зимы, весной.
Относится к числу охраняемых видов (II приложение CITES).

## В культуре

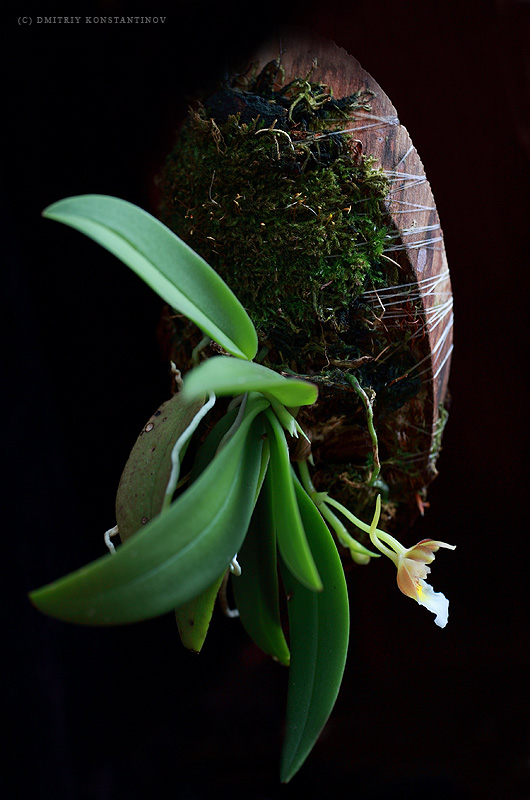
Цветущий Trichocentrum fuscum на блоке

Температурная группа — тёплая. Для нормального цветения обязателен перепад температур день/ночь в 5-8°С.
 Освещение — полутень, тень.
В культуре сложный. Требует высокой влажности, хорошей вентиляции и высоких температур. Когда влажность воздуха падает, растение перестает расти. При переувлажнении растения, существует риск быстрого распространения бактериальных или грибковых заболеваний.
Относительная влажность воздуха 70-80 %.
Посадка на блок, в корзинку для эпифитов, пластиковый или керамический горшок. 
Субстрат — смесь сосновой коры средней фракции (кусочки от 0,5 до 1,0 см), перлита и древесного угля.
Периода покоя нет. Продолжительность цветения — несколько недель.